# Élections régionales de 1990 dans les Marches
Les élections régionales de 1990 dans les Marches (en italien : Elezioni regionali elle Marche del 1990) se tiennent les 6 et 7 mai 1990 afin d'élire les membres de la Ve législature du conseil régional des Marches.

## Contexte
Lors du dernier scrutin, le socialiste Emidio Massi est reconduit pour un nouveau mandat, à la tête d'une coalition DC-PSI-PSDI-PRI, qui est appelée Centre-gauche organique. Ce gouvernement est en fonction durant toute la législature.

## Mode de scrutin
Le conseil régional  (en italien : Consiglio Regionale delle Marche) est constitué de 60 conseillers élus pour cinq ans au scrutin proportionnel avec vote préférentiel et sans seuil électoral dans 4 circonscriptions plurinominales qui correspondent aux provinces.
Chaque électeur peut exprimer jusqu'à trois votes de préférence sur la liste à laquelle il accorde son suffrage. Les mandats sont ensuite répartis à la proportionnelle d'Hagenbach-Bischoff. Les sièges sont ensuite pourvus par les candidats comptant le plus grand nombre de voix préférentielles.
Les mandats qui n'ont pas été attribués à l'issue du premier décompte et les voix qui n'ont pas été utilisées sont rassemblés au niveau régional et distribués à la proportionnelle de Hare. Ils sont attribués, pour chaque parti, dans les provinces en fonction du ratio entre les votes restants et le total des suffrages exprimés.

### Répartition des sièges
| Provinces          | Sièges | +/-           |
| ------------------ | ------ | ------------- |
| Ancône             | 14     | 2             |
| Ascoli Piceno      | 11     | 1             |
| Macerata           | 7      | en stagnation |
| Pesaro et d'Urbino | 8      | 1             |
| Total              | 40     | en stagnation |

## Principales forces politiques
| Parti | Parti                                                                                   | Idéologie                                                  |
| ----- | --------------------------------------------------------------------------------------- | ---------------------------------------------------------- |
|       | Démocratie chrétienne Democrazia Cristiana                                              | Centre Démocratie chrétienne, antifascisme, anticommunisme |
|       | Parti communiste italien Partito Comunista Italiano                                     | Gauche Communisme, eurocommunisme, marxisme-léninisme      |
|       | Parti socialiste italien Partito Socialista Italiano                                    | Gauche Socialisme, réformisme, marxisme                    |
|       | Parti social-démocrate italien Partito Socialista Democratico Italiano                  | Centre gauche Social-démocratie, socialisme                |
|       | Parti libéral italien Partito Liberale Italiano                                         | Centre droit Libéralisme, libérisme                        |
|       | Mouvement social italien – Droite nationale Movimento Sociale Italiano–Destra Nazionale | Extrême droite Néofascisme, nationalisme, anticommunisme   |
|       | Parti républicain italien Partito Repubblicano Italiano                                 | Centre Républicanisme, mazzinisme                          |

## Résultats

### Voix et sièges
|                        |                                                      |           |       |      |        |               |  |  |  |  |  |  |  |  |
| Parti                  | Parti                                                | Voix      | %     | +/-  | Sièges | +/-           |  |  |  |  |  |  |  |  |
|                        | Démocratie chrétienne (DC)                           | 359 360   | 36,29 | 0,19 | 15     | en stagnation |  |  |  |  |  |  |  |  |
|                        | Parti communiste italien (PCI)                       | 296 838   | 29,97 | 5,72 | 13     | 2             |  |  |  |  |  |  |  |  |
|                        | Parti socialiste italien (PSI)                       | 125 510   | 12,67 | 2,16 | 5      | 1             |  |  |  |  |  |  |  |  |
|                        | Mouvement social italien – Droite nationale (MSI-DN) | 38 880    | 3,93  | 1,62 | 1      | 1             |  |  |  |  |  |  |  |  |
|                        | Parti républicain italien (PRI)                      | 36 706    | 3,71  | 0,03 | 1      | en stagnation |  |  |  |  |  |  |  |  |
|                        | Liste verte (LV)                                     | 34 370    | 3,47  | 1,23 | 1      | en stagnation |  |  |  |  |  |  |  |  |
|                        | Parti social-démocrate italien (PSDI)                | 24 549    | 2,48  | 0,78 | 1      | en stagnation |  |  |  |  |  |  |  |  |
|                        | Chasse, Pêche, Environnement (CPA)                   | 20 700    | 2,09  | Nv.  | 1      | 1             |  |  |  |  |  |  |  |  |
|                        | Parti libéral italien (PLI)                          | 16 736    | 1,69  | 0,51 | 1      | 1             |  |  |  |  |  |  |  |  |
|                        | Les Verts Arc-en-ciel (VA)                           | 14 026    | 1,42  | Nv.  | 1      | 1             |  |  |  |  |  |  |  |  |
|                        | Démocratie prolétarienne (DP)                        | 9 570     | 0,97  | 0,05 | 0      | en stagnation |  |  |  |  |  |  |  |  |
|                        | Anti-prohibitionnistes des drogues (AsD)             | 8 945     | 0,90  | Nv.  | 0      | en stagnation |  |  |  |  |  |  |  |  |
|                        | Ligue du Centre-Marches (LC)                         | 2 440     | 0,25  | Nv.  | 0      | en stagnation |  |  |  |  |  |  |  |  |
|                        | Action démocratique pour les retraités               | 1 734     | 0,18  | Nv.  | 0      | en stagnation |  |  |  |  |  |  |  |  |
|                        |                                                      |           |       |      |        |               |  |  |  |  |  |  |  |  |
| Suffrages exprimés     | Suffrages exprimés                                   | 990 364   | 92,61 |      |        |               |  |  |  |  |  |  |  |  |
| Votes blancs           | Votes blancs                                         | 44 358    | 4,15  |      |        |               |  |  |  |  |  |  |  |  |
| Votes nuls             | Votes nuls                                           | 34 647    | 3,24  |      |        |               |  |  |  |  |  |  |  |  |
| Total                  | Total                                                | 1 069 369 | 100   | -    | 40     | en stagnation |  |  |  |  |  |  |  |  |
| Abstention             | Abstention                                           | 125 479   | 10,50 |      |        |               |  |  |  |  |  |  |  |  |
| Inscrits/Participation | Inscrits/Participation                               | 1 194 848 | 89,50 |      |        |               |  |  |  |  |  |  |  |  |

## Conséquences
Emidio Massi cède sa place au chrétien-démocrate Rodolfo Giampaoli, qui renouvelle la coalition DC-PSI-PSDI-PRI. Cependant, il démissionne en 1993, et laisse sa place au socialiste Gaetano Recchi, qui forme une nouvelle coalition, avec son parti, la DC, et la FdV (fusion de la LV et des VA).